# La Nuit venue
Pour plus de détails, voir Fiche technique et Distribution.
La Nuit venue est un film français réalisé par Frédéric Farrucci, sorti en 2019. Ce premier long métrage a obtenu le César de la meilleure musique originale.

## Synopsis
Jin, Chinois immigré clandestin à Paris, est un ex-DJ devenu chauffeur de VTC de nuit. Il travaille depuis des années pour rembourser sa dette envers les passeurs, et rêve du moment proche où il pourra refaire de la musique. Une nuit, il prend une passagère, Naomie, avec laquelle va se nouer une relation.

## Fiche technique
- Titre français : La Nuit venue
- Réalisation et dialogues : Frédéric Farrucci
- Scénario : Benjamin Charbit, Nicolas Journet et Frédéric Farrucci avec la collaboration de Laurette Polmanss
- Directeur de production : Mat Troi Day
- Musique : Rone
- Pays d'origine :  France
- Langue originale : chinois, français
- Genre : drame et néo-noir[1]
- Durée : 95 minutes
- Dates de sortie :
  - France : 8 octobre 2019 (Festival international du film de Saint-Jean-de-Luz), 15 juillet 2020

## Distribution
- Guang Huo : Jin
- Camélia Jordana : Naomi
- Xun Liang : Lu-Pan
- Maurice Cheng : Dewei
- Xinglong Zhao : Chang
- Qiqian Xie : Tao
- Zhiwei Ren : Li
- Tien Shue : Monsieur Xié
- Wabinlé Nabié : Omar
- Xing Xing Cheng : la mère de Jin

## Distinctions

### Récompense
- César 2021 : Meilleure musique originale pour Rone

### Nomination
- César 2021 : Meilleur espoir masculin pour Guang Huo

## Box office
Le film fait 23 063 entrées en France.